# Amedeo Usseglio
Amedeo Usseglio, né le 4 décembre 1911 à Giaveno en Italie et fusillé le 21 février 1944 au Mont-Valérien, est un résistant, soldat volontaire des FTP-MOI au sein du Groupe Manouchian-Boczov-Rayman des FTP-MOI de la région parisienne, dont une dizaine avaient leur portrait sur l'Affiche rouge.

## Biographie
Né en 1911 en Italie, Amedeo Usseglio Polatera arrive en France en 1930. Domicilié au Plessis-Robinson, il travaille comme ouvrier maçon et adhère au Parti communiste.
En janvier 1943, il est réquisitionné par le Service du travail obligatoire (STO) pour partir travailler en Allemagne ; il refuse et s'engage dans le 3e détachement italien des Francs-tireurs et partisans - Main-d'œuvre immigrée (FTP-MOI) de la région parisienne commandé par Missak Manouchian. Sa spécialité est le déraillement des trains. Il participe à plusieurs attentats à la grenade et au déraillement d'un train de marchandises en Seine-et-Marne.
Arrêté par la brigade spéciale (BS2), le 22 octobre 1943, il est torturé, puis livré aux Allemands. Il est condamné à mort pour « actes de franc-tireur » et fusillé au Mont-Valérien, avec ses camarades, le 21 février 1944,,,,.

## Hommages
Au Plessis-Robinson, une rue porte son nom.
Il est reconnu « Mort pour la France » le 22 juin 2005.
Le 4 novembre 1978, au cimetière parisien d'Ivry, à l'initiative de l'Amicale des anciens résistants français d'origine arménienne, est inaugurée la stèle Missak Manouchian, en présence de sa veuve Mélinée. Le monument est dû au sculpteur arménien Ara Haroutiounian. Y figurent les noms des 23 fusillés du Mont-Valérien.
Le 21 février 2024, il est cité « Mort pour la France », ainsi que ses 23 autres camarades, lors de la cérémonie de panthéonisation de Missak et de Mélinée Manouchian en présence du président de la République Emmanuel Macron. Une plaque portant son nom et ceux des 23 autres fusillés du groupe Manouchian est apposée au Panthéon. Son portrait figure avec les autres camarades du groupe des FTP-MOI de l'Ile-de-France.

## Décoration
- Médaille de la Résistance française, à titre posthume par le décret du 31 mars 1947[9],[10].

## Liste des membres du «Groupe Manouchian» condamnés le 21 février
La liste suivante des 23 membres du groupe Manouchian exécutés par les Allemands signale par la mention (AR) les dix membres que les Allemands ont fait figurer sur l'Affiche rouge :
- Celestino Alfonso (AR), Espagnol, 27 ans
- Olga Bancic, Roumaine, 32 ans (seule femme du groupe, guillotinée en Allemagne le 10 mai 1944)
- Joseph Boczov [József Boczor; Wolff Ferenc] (AR), Hongrois, 38 ans - Ingénieur chimiste
- Georges Cloarec, Français, 20 ans
- Rino Della Negra, Italien, 19 ans
- Thomas Elek [Elek Tamás] (AR), Hongrois, 18 ans - Étudiant
- Maurice Fingercwajg (AR), Polonais, 19 ans
- Spartaco Fontanot (AR), Italien, 22 ans
- Jonas Geduldig, Polonais, 26 ans
- Emeric Glasz [Békés (Glass) Imre], Hongrois, 42 ans - Ouvrier métallurgiste
- Léon Goldberg, Polonais, 19 ans
- Szlama Grzywacz (AR), Polonais, 34 ans
- Stanislas Kubacki, Polonais, 36 ans
- Cesare Luccarini, Italien, 22 ans
- Missak Manouchian (AR), Arménien, 37 ans
- Armenak Arpen Manoukian, Arménien, 44 ans
- Marcel Rajman (AR), Polonais, 21 ans
- Roger Rouxel, Français, 18 ans
- Antoine Salvadori, Italien, 24 ans
- Willy Schapiro, Polonais, 29 ans
- Amedeo Usseglio, Italien, 32 ans
- Wolf Wajsbrot (AR), Polonais, 18 ans
- Robert Witchitz (AR), Français, 19 ans

### Iconographie
- 1944 - Photo prise par la Préfecture de Police pour l'Affiche rouge.